# Головокружение от успехов
«Головокруже́ние от успе́хов. К вопро́сам колхо́зного движе́ния» — статья Генерального секретаря ЦК ВКП(б) И. В. Сталина в газете «Правда» в № 60 от 2 марта 1930 года, смягчившая меры проведения коллективизации сельского хозяйства в СССР при исполнении постановления ЦК ВКП(б) «О темпе коллективизации и мерах помощи государства колхозному строительству» от 5 января 1930 года с программой форсированной коллективизации и ликвидации кулачества как класса.
В статье предлагалось устранить «перегибы на местах», которые объявлялись плодом самодеятельности излишне ретивых исполнителей, трактовавших таким образом «генеральную линию партии» на сплошную коллективизацию.

## Содержание
В статье Сталин делает вывод: «Коренной поворот деревни к социализму можно считать уже обеспеченным». Тут же на примере того, как проводилась коллективизация сельского хозяйства в северных районах СССР и в советском Туркестане, он указывает на нарушение принципа добровольности, допущенное на местах при организации колхозов, и игнорирование «разнообразия условий в различных районах СССР».
И. Сталин осудил действия местных властей, которые не были предусмотрены планами ускоренной коллективизации, в частности, преждевременное насаждение сельскохозяйственных коммун: «Не коммуна, а сельскохозяйственная артель является основным звеном колхозного движения, но в артели не обобществляются: приусадебные земли (мелкие огороды, садики), жилые постройки, известная часть молочного скота, мелкий скот, домашняя птица и т. д.». Сталин обвинил «ретивых обобществителей» в «разложении и дискредитации» колхозного движения и осуждал их действия, «льющие воду на мельницу наших классовых врагов».
На следующий день, 3 марта, на передовице «Правды» появилась ещё одна статья «Поворот к весенним работам» («Всякие перегибы среднего крестьянства подрывают смычку»), поддерживающая сказанное Сталиным днём ранее.

## Последствия

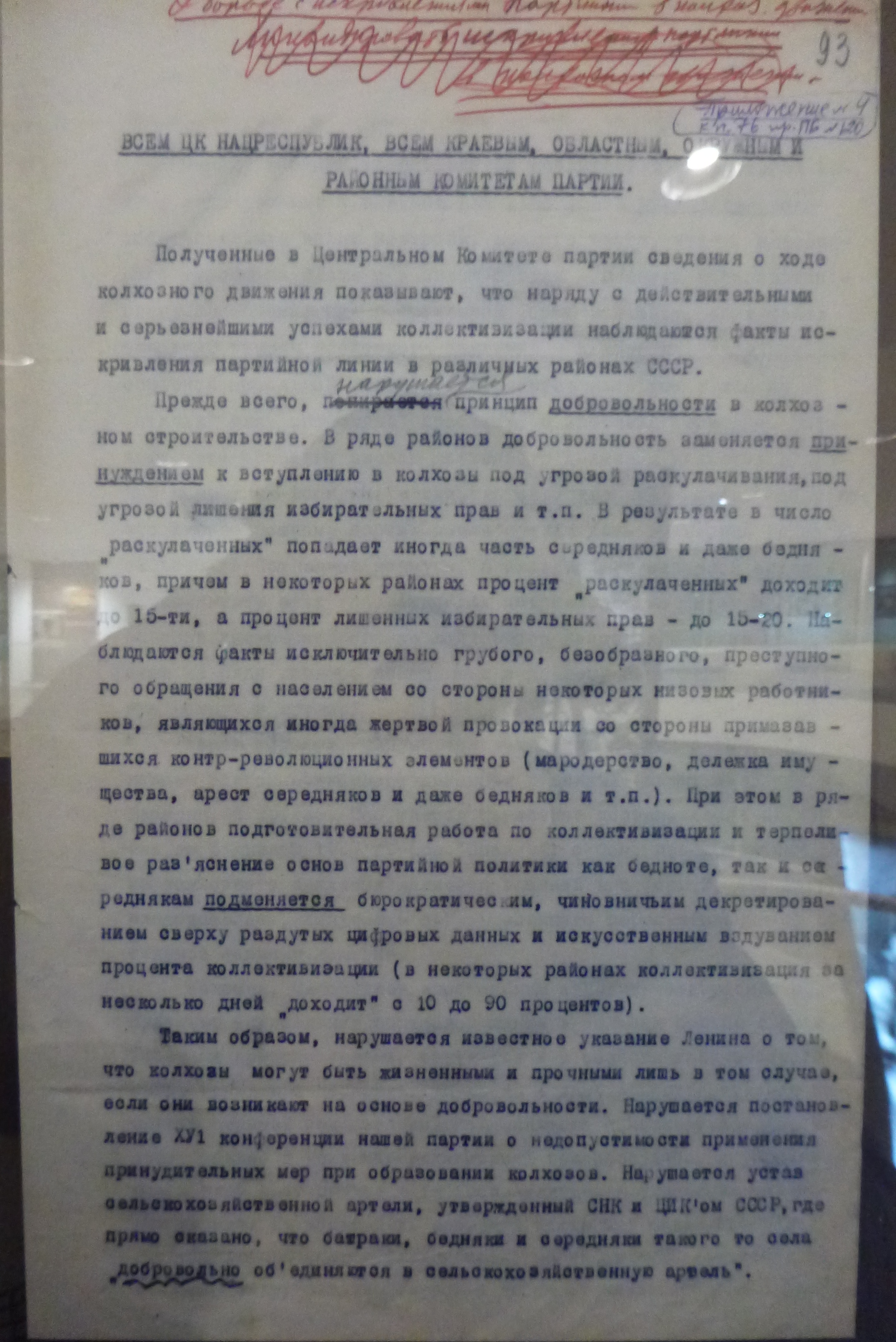
Проект Постановления Политбюро ЦК ВКП(б) от 14 марта 1930 года с правками Сталина (I лист)

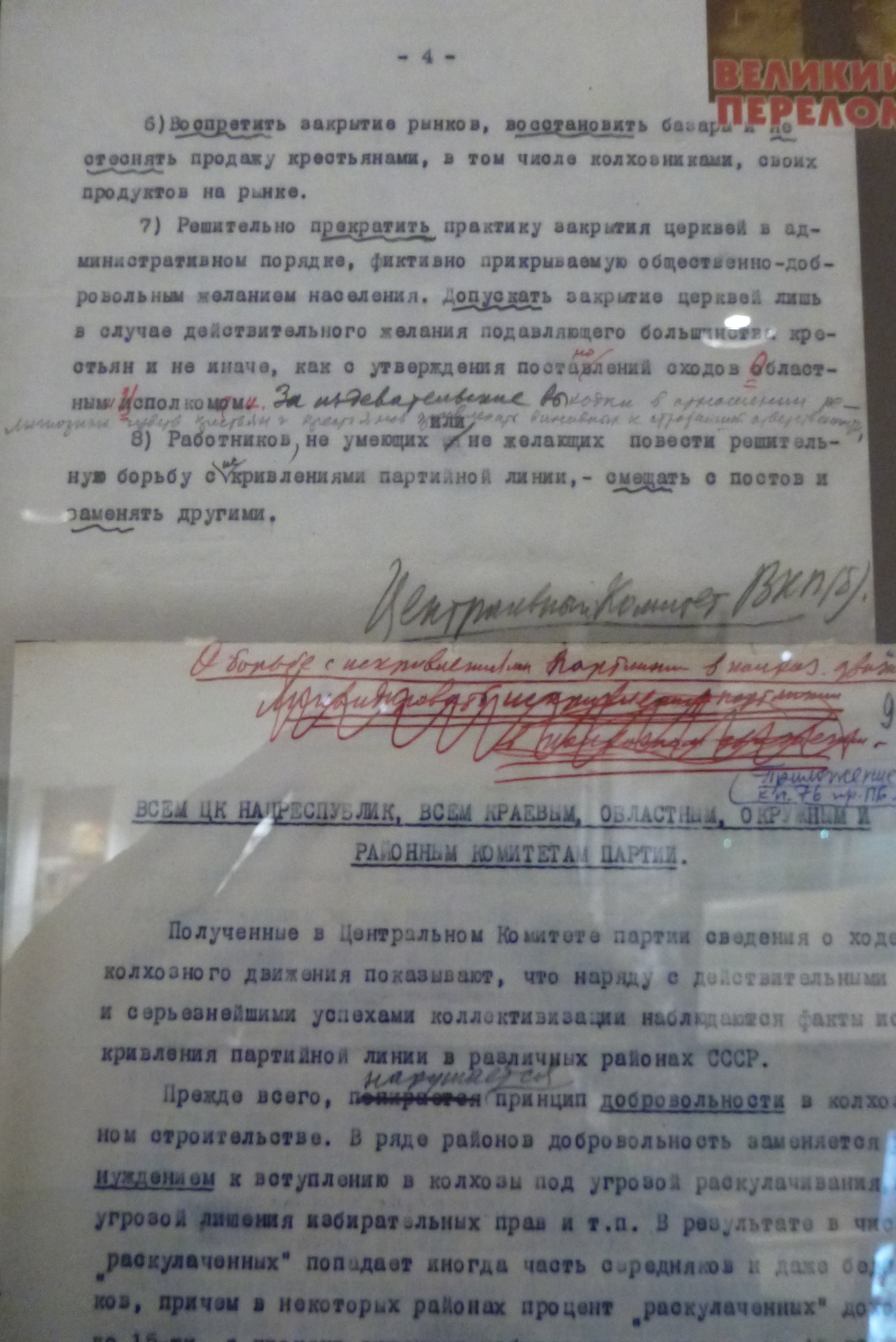
Проект Постановления Политбюро ЦК ВКП(б) от 14 марта 1930 года с правками Сталина (II лист)

Вскоре после опубликования статьи постановлением Политбюро ЦК ВКП(б) от 14 марта 1930 года «О борьбе с искривлением партийной линии в колхозном движении» действия партийных работников, о которых шла речь, были квалифицированы как «левацкие загибы», вследствие чего кампания коллективизации была на время приостановлена, а ряд низовых работников — осуждён. В марте—июне того же года начался массовый отток из коллективных хозяйств: к 1 июля в колхозах остался 21 % от общего числа крестьян. Тенденция выходов крестьян из колхозов была прекращена постановлениями VI съезда Советов «О совхозном строительстве» и «О колхозном строительстве», которыми были приняты меры по укреплению социалистической деревни. Постановление ЦИК и Совета народных комиссаров СССР от 13 октября 1930 года изменило критерии отнесения крестьянских хозяйств к кулацким, в частности, хозяйства служителей культа более кулацкими не считались.
Постановление от 14 марта 1930 года также предусматривало некоторое смягчение антицерковной политики. В частности, запрещалась ликвидация храмов и церквей, «фиктивно прикрываемая общественно добровольным желанием населения», а закрытие храмов допускалось «лишь в случае действительного желания подавляющего большинства крестьян и не иначе как после утверждения соответствующих решений сходов областными исполкомами»; была обещана строжайшая ответственность «за издевательские выходки в отношении религиозных чувств крестьян». Это дало результат в виде резкого сокращения числа массовых выступлений на религиозной почве с апреля 1930 года. Число массовых выступлений на религиозной почве в 1930 году по месяцам (в целом по СССР):
- январь — 159
- февраль — 103
- март — 514
- апрель — 391
- май — 126
- июнь — 69
- июль — 38
- август — 25
- сентябрь — 10
- октябрь — 23
- ноябрь — 12
- декабрь — 17

## Оценки
В 1950 году в журнале «Коммунист» подчёркивалась важная роль статьи в недопущении «искривлений» в колхозном строительстве и отмечался её позитивный характер в формировании советской деревни.
Однако после смерти Сталина ещё в советское время в 1964 году журнале «Огонёк» писателями М. А. Андриасовым, А. В. Калининым, Е. Е. Поповкиным и А. В. Софроновым указывалось на то, что в данной статье Сталин нашёл виновных в лице местного партийного руководства за перегибы, допущенные непосредственно им, тогда как действительная природа неурядиц в колхозном строительстве им умалчивалась. Подобной точки зрения придерживается и ряд современных источников, в частности, Большая историческая энциклопедия С. В. Новикова. Некоторыми современными историками высказываются предположения, что опубликование статьи было продиктовано опасениями власти насчёт возникновения крестьянских бунтов.

## Крылатое выражение
В настоящее время заглавие статьи иронически цитируется как крылатая фраза, осуждающая необоснованные зазнайство, самообольщение, эйфорию; неспособность трезво воспринимать действительность из-за отсутствия самокритики.